# 부평동중학교
부평동중학교(富平東中學校)는 대한민국 인천광역시 부평구 부개동에 있는 공립 중학교이다.

## 학교 연혁
- 1969년 8월 16일 : 부평동중학교 45학급 인가
- 1970년 3월 1일 : 초대 노창환 교장 취임
- 1971년 11월 30일 : 본관 4층, 별관 1층 준공
- 1973년 2월 15일 : 제1회 졸업
- 2002년 10월 24일 : 학여울관 개관
- 2003년 5월 10일 : 제2컴퓨터실 완공
- 2004년 10월 21일 : 늘품도서관 개관
- 2021년 1월 12일 : 제49회 졸업식(졸업생 117명, 누계 27,878명)
- 2021년 3월 2일 : 2021학년도 입학식(5학급 107명)
- 2023년 3월 1일 : 제20대 박제상 교장 취임

## 참고 자료
- 부평동중학교 - 한국교육학술정보원 학교알리미